# Щербаковский, Вадим Михайлович
Вадим Михайлович Щербаковский (укр. Вадим Михайлович Щербаківський; 17 марта 1876, с. Шпичинцы, Сквирский уезд, Киевская губерния (ныне Ружинского района Житомирской области, Украины) — 18 января 1957, Брайтон, Великобритания) — украинский историк, археолог, этнограф, искусствовед. Педагог, ректор, профессор, академик, действительный член Украинской Академии наук и Чешской академии императора Франца Иосифа наук, словесности и искусств.

## Биография
Родился в семье священника, связанного со «Старой громадой». Обучался в гимназиях Киева и Нежина. В 1895 поступил на математический факультет Санкт-Петербургского университета, в 1897 — перевёлся на естественно-математический факультет Московского университета. Был участником украинских социал-демократических кружков, за что подвергался арестам. Так, в 1898 р. в связи с революционной деятельностью — арестован и до 1902 находился под надзором полиции.
С 1901 продолжил учёбу на историко-филологическом факультете Киевского университета.
Позже работал в музейных учреждениях, принимал участие в этнографических и археологических экспедициях в разные районы Украины. В 1902—1904 гг. — в экспедициях по сёлам Киевской губернии с целью выявления памятников народного искусства. Принимал участие в организации выставки украинского народного искусства в Киевском художественно-промышленном и научном музее (1906).
В 1907 вновь был арестован. В том же году выехал за границу, работал в Австро-Венгрии и Италии. Был сотрудником Национального музея во Львове (1907—1910), учился во Львовской реставрационной мастерской, сотрудничал в Научном обществе им. Т. Шевченко.
В 1911 вернулся в Киев, позже переехал в Полтаву. С 1912 работал в Полтавском естественно-историческом музее, проводил археологические раскопки на территории губернии.
В 1917 возглавил Украинский народный университет при Народном музее Полтавщины, был избран членом Центрального комитета охраны памятников истории и искусства Украины и Комитета охраны памятников истории Полтавщины.
С 1918 преподавал археологию в Полтавском украинском университете, был председателем Украинского научного общества изучения и охраны памятников истории и искусства Полтавщины.
С 1922 — в эмиграции, поселился в Праге. В том же году был избран доцентом Украинского Вольного Университета (УВУ) в Праге по кафедре археологии, с 1926 — профессор. В 1929—1930 и 1938—1943 гг. занимал должность декана философского факультета УВУ; одновременно преподавал археологию и этнографию в украинском высшем педагогическом институте им. М. Драгоманова. Член Чешской академии императора Франца Иосифа наук, словесности и искусств. Сотрудничал с журналом «Нація в поході» П. Скоропадского.
Был одним из основателей Украинского историко-филологического общества в Праге (1923), руководителем кафедры предыстории Украинской Могилянско-Мазепинской Академии во Львове (1939).
В 1945 выехал в Германию, где был ректором УВУ в Мюнхене; с 1951 жил в Великобритании.
Умер в г. Брайтоне, похоронен в Лондоне.

## Научная деятельность
Изучал культуру доисторической и раннеисторической эпохи на территории Украины, в том числе, праславян, украинскую церковную архитектуру и др.
Автор многочисленных научных работ, в частности:
- «Дерев’яні церкви на Україні і їх типи» (1906),
- «Архітектура у різних народів і на Україні» (1910),
- «Старе мистецтво в Галичині» (1911),
- «Галицькі церкви» (1915),
- «Матеріали до вивчення Полтавщини» (1919),
- «Основні елементи орнаментації українських писанок і їхнє походження» (1925),
- «Про українську протоісторію» (1935),
- «До проблеми географії праслов’ян» (1936),
- «Українське мистецтво» (1938),
- «Формація української нації» (1941),
- «До питання про так звані точки трипільської культури» (1942),
- «Матеріали до історії українського мистецтва» (1944),
- «Кам’яна доба в Україні» (1947),
- «Орнаментація української хати» (1950),
- «Про скіфів та їхнє мистецтво» (1956),
- «Церковна архітектура» (изд. 1958),

Перевёл на украинский язык повесть Н. Гоголя «Страшная месть» (1919).
Действительный член НТШ, УВАН, Словацкого Научного Общества, Чешской АН, Международного Антропологического Института во Франции.
Награждён сербским орденом св. Саввы.